# Kênh Tinian

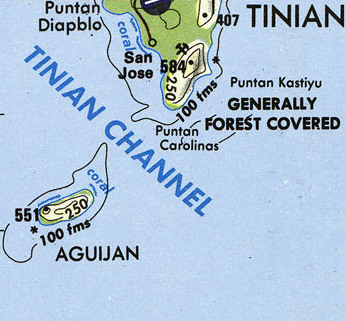
Aguijan tách biệt khỏi Tinian bởi Kênh Tinian (bản đồ năm 1988)

Kênh Tinian là một eo biển rộng 8 km ở Quần đảo Bắc Mariana. Nó nằm ở phía nam đảo Tinian (15°0′B 145°38′Đ / 15°B 145,633°Đ) và ở phía đông bắc đảo Aguijan, ngăn cách đảo Tinian và Aguijan. Hai hòn đảo này tạo nên Khu tự quản Tinian.